# بلوز (إيران)
بلوز هي قرية في مقاطعة تكاب، إيران. عدد سكان هذه القرية هو 160 في سنة 2006.